# Кабангама
Кабангама (англ. Kabangama) — гора гірського хребта Кубор в південній частині провінції Дживака Папуа Нової Гвінеї.

## Географія
Гора є п'ятою за висотою вершиною країни і найвищою вершиною провінції та хребта Кубор. Висота вершини становить 4104 метри. Відносна висота 2264 м.
Гора розташована в центральній частині країни, у південній частині провінції, за 17 км на захід — північний захід від гори Кубор (3969 м), та за 55,5 км на південний захід від своєї батьківської вершини, гори Вільгельм.